# Polari
El polari (també parlare, parlary, palare, palarie, palari i parlyaree, de l'italià parlare, que significa "parlar"), era una llengua informal utilitzada a la subcultura gai britànica. La base del seu vocabulari és l'italià o el sabir a les quals se li van afegir paraules d'altres idiomes i argots com el romaní, el yidish o el shelta, a més de paraules de l'anglès modificades.
L'argot va ser usat i popularitzada en els anys 1950 i 1960 pels personatges efeminats Julian i Sandy del popular programa de radio de la BBC Round the Horne, encara que els seus orígens poden rastrejar-se fins a almenys el segle xix. Hi ha diverses opinions sobre el seu origen, uns pensen que va ser portat a Anglaterra per mariners que aprenguessin la llengua franca del mediterrani, uns altres pensen que va poder ser originada per immigrants italians.

## Descripció i ús
El polari es va formar com una mescla de paraules de llengües romanços (italià o sabir), romaní, argot de Londres, Vesre anglès, argot rimat, argot de mariners i germania. Posteriorment es va ampliar amb paraules procedents del yidish de la subcultura jueva assentada en el East End de Londres, de les forces armades dels EEUU. (presents a Regne Unit durant la segona guerra mundial) i dels consumidors de drogues dels anys 1960. Era una forma de llenguatge en constant desenvolupament amb un nucli d'unes vint paraules principals (incloent-hi bona, ajax, eek, cod, naff, lattie, nanti, omi, palone, riah, zhoosh (tjuz), TBH, trade i vada) amb uns 500 termes més que eren menys coneguts.
El polari mancava d'estructures gramaticals pròpies i les frases es formaven per la mera substitució de paraules en les estructures angleses. Exemple:
- Polari: How bona to vada your eek!
- Anglès: How nice to see your face! o Nice to see you!
- Català: la traducció literal és Que agradable és veure la teva cara!, significant M'alegra veure't!, Quin gust veure't!

El polari s'usava en la marina mercant, el mercat de peix de Londres, pels firaires, la gent del circ (d'aquí els préstecs del romaní), el teatre i de la subcultura gai.
El polari era usat pels homosexuals per dissimular les seves activitats, llavors il·legals, davant possibles estranys hostils (inclosos els policies encoberts), a més de perquè molts d'ells treballaven en el teatre i la indústria de l'entreteniment (com els circs i les fires) on s'usava i és un altre possible origen de l'argot. El parlyaree, un argot similar, es parlava en les fires almenys des del segle xvii entre els firaires i continua sent usada en els espectacles ambulants d'Anglaterra i Escòcia.
Encara que principalment es va usar per als homosexuals com a llenguatge críptic per ocultar-se i no ser entesos pels altres, també va ser usat per alguns individus, com a mitjà d'afirmar la seva identitat.

## Declivi

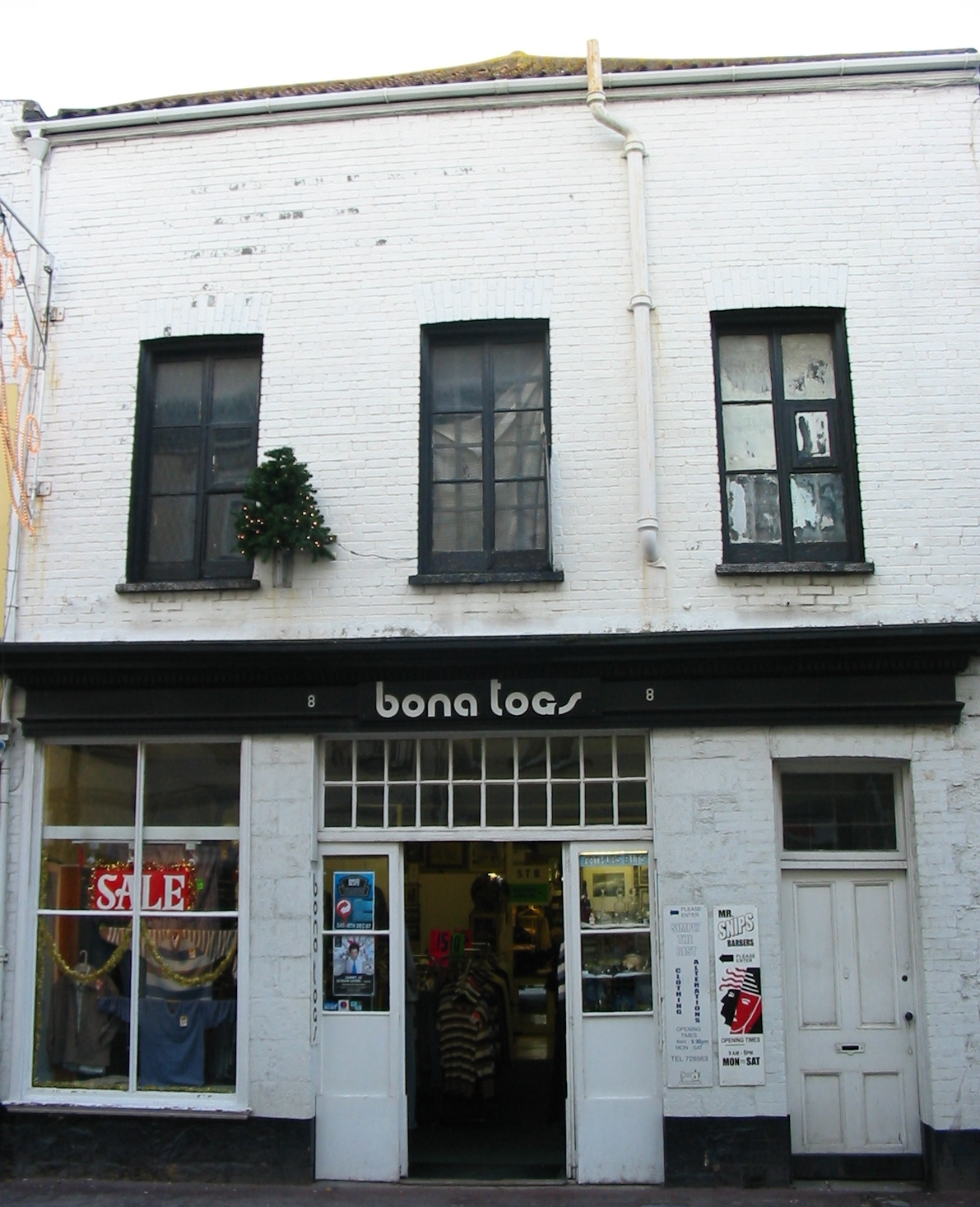
Bona Togs nom de botiga en Polari.

Excepte en l'ambient de les fires i els circs, on el parlyaree va romandre apartat de la subcultura gai, el polari va començar a caure en desús al final dels anys 1960. La popularitat dels personatges Julian i Sandy del programa radiofònic Round the Horne va fer que el significat dels seus termes deixés de ser un secret, i va perdre la seva principal funció. A més els activistes gais dels anys 1970 ho van considerar alguna cosa degradant, segregador i políticament incorrecte (per haver estat usat sovint per tafanejar, criticar la gent o tractar assumptes sexuals).

## Préstecs a l'anglès estàndard
Diverses paraules del polari es van popularitzar i van passar a ser usades en l'argot anglès general com:
- Naff
- Zhoosh
- Cottaging
- Balonie
- Bevvy

## Vocabulari principal
| Polari                 | Català                                           | Observacions                                                |
| ---------------------- | ------------------------------------------------ | ----------------------------------------------------------- |
| AC/DC                  | una parella                                      |                                                             |
| Ajax                   | prop                                             | d'adjacent, jaure prop de                                   |
| Álamo                  | excitant                                         |                                                             |
| Aunt nell              | escoltar                                         |                                                             |
| Aunt nells             | orelles                                          |                                                             |
| Aunt nelly fakes       | recades, aros                                    |                                                             |
| Balonie                | escombreries                                     |                                                             |
| Barney                 | baralla                                          |                                                             |
| Basket                 | paquet, paquet dels genitals masculins a la roba |                                                             |
| Batts                  | sabates                                          |                                                             |
| Bevvy                  | beguda                                           |                                                             |
| Bibi                   | bisexual                                         |                                                             |
| Bitch                  | home efeminat / gai passiu                       |                                                             |
| Bijou                  | petit                                            | en francès significa joia o bonic                           |
| Blag                   | lligar                                           |                                                             |
| Blue                   | homosexual                                       | usada com a codi secret                                     |
| Bod                    | cos                                              | de l'anglès body , també Lacoddy                            |
| Bold                   | agosarat, atrevit                                |                                                             |
| Bona                   | bo                                               | Bona nochy - bona nit                                       |
| Bonaroo                | fantàstic, excel·lent                            |                                                             |
| Bungery                | bar                                              |                                                             |
| Butch                  | masculí / lesbiana d'aparença masculina          |                                                             |
| Buvare                 | beguda                                           | de l'italià bere o Bevere beure o del sabir bevire          |
| Cackle                 | parlar / xafardejar                              |                                                             |
| Camp                   | efeminat                                         |                                                             |
| Capello / cappella     | barret                                           | de l'italià cappello                                        |
| Carsey                 | excusat                                          | també escrit khazi                                          |
| Carts / cartso         | penis                                            | de l'italià cazzo                                           |
| Cats / kaffies         | pantalons                                        |                                                             |
| Charper                | buscar / investigar                              |                                                             |
| Charpering omi         | policia                                          |                                                             |
| Chaver                 | practicar sexe / contacte sexual                 | de l'italià chiavare ('fotre un clau')                      |
| Chicken                | jove                                             | en anglès significa pollastre                               |
| Clobber                | roba                                             |                                                             |
| Cod                    | ordinari, hortera, dolent, de mal gust           |                                                             |
| Cottage                | bany públic                                      | en l'època els urinaris solien tenir forma de casa          |
| Cottaging              | lligar o tenir sexe en els serveis públics       |                                                             |
| Cove                   | amic                                             |                                                             |
| Crimper                | perruquer                                        |                                                             |
| Dally                  | amable, dolça                                    | possiblement una pronunciació alternativa de dolly          |
| Dilly boy              | prostitut masculí                                |                                                             |
| Dinarly                | diners                                           | a través de la forma derivada "Dinari"                      |
| Dish                   | cul, natges                                      |                                                             |
| Dog and bone           | telèfon                                          | també palare pipe                                           |
| Dolly                  | maco, bonic, agradable                           |                                                             |
| Dona                   | dona                                             | de l'italià donna o del sabir dona                          |
| Dorcas                 | a què li importa                                 | the Dorcas society era una associació femenina de caritat   |
| Drag                   | roba femenina                                    |                                                             |
| Doss                   | llit                                             |                                                             |
| ECAF                   | cara                                             | Face a l'inrevés                                            |
| Eek                    | cara                                             | abreujament de ECAF                                         |
| Ends                   | pèl                                              | també RIAE                                                  |
| Esong                  | nas                                              | Nose a l'inrevés                                            |
| Fantabulosa            | fabulós / meravellós                             |                                                             |
| Feele / Freely / Filly | nen / jove                                       |                                                             |
| Fruit                  | marica                                           |                                                             |
| Funt                   | lliura                                           |                                                             |
| Gelt                   | diners                                           | provinent del jiddisch                                      |
| Glossies               | revistes                                         |                                                             |
| Handbag                | diners                                           |                                                             |
| Hoofer                 | ballarí                                          |                                                             |
| Homy polone / HP       | home gai efeminat                                |                                                             |
| Jarry                  | menjar                                           | també mangarie                                              |
| Jubes                  | pits                                             |                                                             |
| Khazi                  | excusat                                          | també escrit carsey                                         |
| Lacoddy                | cos                                              |                                                             |
| Lallies / LYLES        | cames                                            |                                                             |
| Latty / lattie         | habitació, casa o pis                            |                                                             |
| Lills                  | mans                                             | també martinis                                              |
| Lilly                  | policia                                          | de Lilly law                                                |
| Lucoddy                | cos                                              |                                                             |
| Luppers                | dits                                             |                                                             |
| Langarie               | menjar                                           | de l'italià mangiare o del sabir mangiaria                  |
| Martinis               | mans                                             |                                                             |
| Measures               | diners                                           |                                                             |
| Meese                  | insípid, lleig                                   | del jiddisch meeiskeit - repulsiu, menyspreable, abominable |
| Meshigener             | boig                                             | del jiddisch i hebreu מְשֻׁגָּע - boig                           |
| Metzas                 | diners                                           |                                                             |
| Mince                  | caminar afectat                                  |                                                             |
| Naff                   | horrible, avorrit, hetero                        |                                                             |
| Nanti                  | no / ningú                                       |                                                             |
| Nishta                 | no / res                                         | del jiddisch i hebreu נישטא - no hi ha                      |
| Ogle                   | mirar / admirar                                  |                                                             |
| Ogles                  | ulls                                             |                                                             |
| Oglefakes              | ulleres                                          |                                                             |
| Omi                    | home                                             |                                                             |
| Omi-palone             | home efeminat / homosexual                       |                                                             |
| Onk                    | nas                                              | també conk                                                  |
| Orbs                   | ulls                                             |                                                             |
| Palare pipe            | telèfon                                          |                                                             |
| Palliass               | esquena                                          |                                                             |
| Park                   | donar                                            |                                                             |
| Plate                  | peu / fer una fel·lació                          |                                                             |
| Palone                 | dona                                             |                                                             |
| Palone-omi             | lesbiana                                         |                                                             |
| Pots                   | dents                                            |                                                             |
| Remould                | canvi de sexe                                    |                                                             |
| Riah / Riha            | pèl                                              | Hair a l'inrevés                                            |
| Riah zhoosher          | perruquer                                        |                                                             |
| Scarper                | escapar                                          | de l'italià scappare o de l'argot rimada Scarpa flow, to go |
| Schlumph               | beure                                            |                                                             |
| Schmutter              | roba                                             | del jiddisch schmatte drap, parrac                          |
| Scotch                 | cama                                             | Scotch egg = leg                                            |
| Screech                | boca, parlar                                     |                                                             |
| Sharpy                 | policia                                          |                                                             |
| Sharpy polone          | dona policia                                     |                                                             |
| Shush                  | cisar / robar                                    |                                                             |
| Shyker / shyckle       | perruca                                          | mutació del jiddisch sheitel                                |
| Slap                   | maquillatge                                      |                                                             |
| So                     | homosexual                                       | de "Is he 'so'?" (ell és així?)                             |
| Stimps                 | cames                                            |                                                             |
| Stimpcovers            | mitjó, mitja                                     |                                                             |
| Strides                | pantalons                                        |                                                             |
| Strillers              | piano                                            |                                                             |
| Switch                 | perruca                                          |                                                             |
| Thews                  | coses                                            |                                                             |
| Tober                  | carretera, camí                                  |                                                             |
| Todd                   | només                                            | també sloanne                                               |
| Tootsie trade          | sexe entre dos homosexuals passius               |                                                             |
| Trade                  | sexe, companys sexuals potencial company sexual  |                                                             |
| Troll                  | caminar a la recerca de sexe                     |                                                             |
| Vada / varder          | veure                                            | de l'italià - vedere vardered, vardering - passat, gerundi  |
| Vera                   | ginebra                                          | també Lynn                                                  |
| Vogue                  | cigarret                                         |                                                             |
| Vogueress              | dona fumadora                                    |                                                             |
| Willets                | pits                                             |                                                             |
| Yews                   | ulls                                             | del francès yeux                                            |
| Zhoosh                 | pentinat / estilisme / arreglar-se               |                                                             |
| Zhooshy                | vistós                                           |                                                             |